# Blair Evans
Blair Catherine Evans (3 de abril de 1991) es una nadadora de estilo libre en distancia media australiana. Evans hizo su debut internacional en Australia en el Campeonato Mundial de Natación de 2009, donde ella compitió en los 800 m de estilo libre.
Ella representó a Australia en el Campeonato de Natación Pan Pacific de 2010, donde se llevó el bronce en los 200 m y 400 metros libres y plata en los 4 × 200 m estilo libre.
Ella representó a Australia en los Juegos de la Mancomunidad de 2010, ganando una medalla de oro en el relevo 4 × 200 metros libres, terminando en sexto lugar en el estilo libre de 200 metros, terminando quinta en el estilo libre de 800 m, y terminó cuarta en el relevo 400 m individual.

## Juegos Olímpicos de Londres 2012
En los Juegos Olímpicos de Londres 2012, Evans compitió en los 400 metros combinado individual, pero terminó 13 º en las eliminatorias (6 º en su serie) con un tiempo de 4:40:42 y no avanzó a la final, ya que sólo los 8 primeros fueron seleccionado. Evans nadó en los 4 × 200 metros libres de relevo de eliminatorias. A pesar de que no llegó a la final, su equipo quedó en segundo lugar con un tiempo de 7:44.41, con medalla de plata por parte de Evans.